# Ga East District

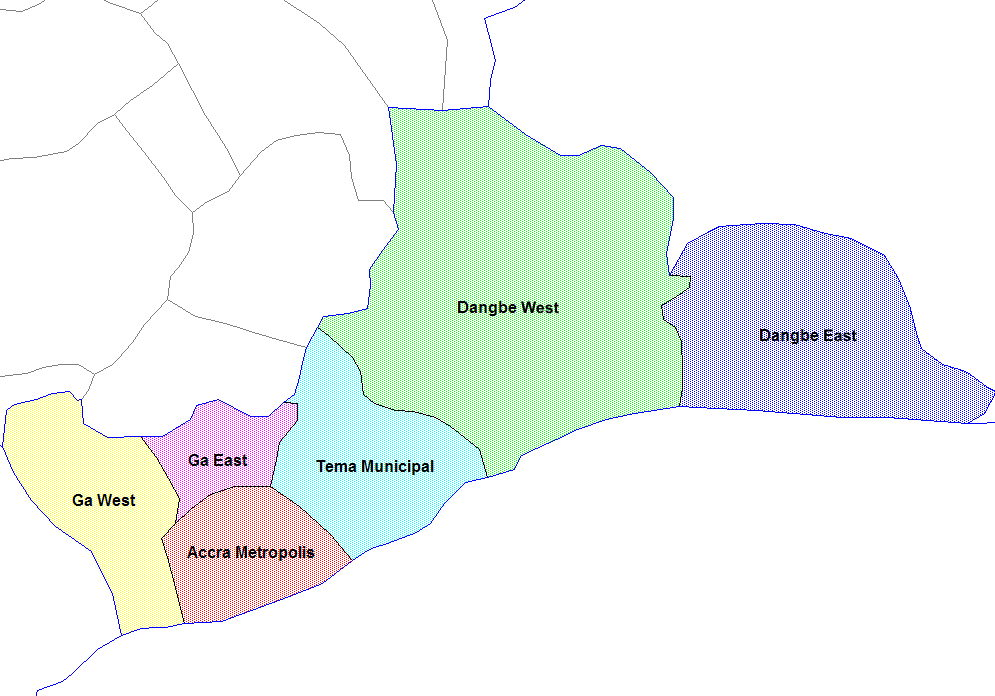
Distrikty regionu Větší Akra

Ga East District je jedním z 28 nově vytvořených distriktů v Ghaně. Leží na severozápadě regionu Větší Akra. Místní parlament má 11 členů, předsedou distriktní správy je Kofi Allotey. Hlavním městem je Abokobi, které bylo založené presbyteriánskými misionáři.
Nejdůležitějšími městy v oblasti jsou Adenta West, Ayi Mensa, Ashongman, Bansa, Pantang, Dome, Haatso, Kwabenya, Madina, Oyarifa a Taifa.